# Drinić (Petrovac, BiH)
Drinić  je naseljeno mjesto i sjedište općine Petrovac, Republika Srpska, BiH.

## Povijest
Do potpisivanja Daytonskog mirovnog sporazuma bilo je dio istoimenog naseljenog mjesta u sastavu općine Bosanski Petrovac koja je ušla u sastav Federacije BiH.

## Stanovništvo
Nacionalni sastav stanovništva 2013. godine, bio je sljedeći:
ukupno: 342
- Srbi - 339
- ostali, neopredijeljeni i nepoznato - 3